# Maciej Dąbrowski
Maciej Dąbrowski (Radziejów, Polonia, 20 de abril de 1987) es un futbolista polaco que juega en la posición de defensa en el ŁKS Łódź de la Ekstraklasa. Ha sido internacional con la selección polaca sub-20 en tres ocasiones, disputando el Mundial de 2007.

## Clubes
| Club              | País    | Año       |
| ----------------- | ------- | --------- |
| Zawisza Bydgoszcz | Polonia | 2005-2006 |
| Victoria Koronowo | Polonia | 2006-2007 |
| GKS Bełchatów     | Polonia | 2008      |
| Zawisza Bydgoszcz | Polonia | 2009-2011 |
| Olimpia Grudziądz | Polonia | 2011-2012 |
| Pogoń Szczecin    | Polonia | 2012-2015 |
| → Zagłębie Lubin  | Polonia | 2015      |
| Zagłębie Lubin    | Polonia | 2015-2016 |
| Legia de Varsovia | Polonia | 2016-2018 |
| Zagłębie Lubin    | Polonia | 2018–2019 |
| ŁKS Łódź          | Polonia | 2020–     |